# Агрипа Менений Ланат
Вижте пояснителната страница за други личности с името Агрипа.
Агрипа Менений Ланат (на латински: Agrippa Menenius Lanatus; също и Menenius Agrippa) e политик от епохата на ранната Римска република. През 503 пр.н.е. е консул, заедно с Публий Постумий Туберт и играе основна роля при разрешаването на съсловната борба между плебеите и патрициите.
През 494 пр.н.е. плебеите организират secessio plebis (лат.: протест на обикновения народ) и отиват на свещената планина Mons Sacer (или може би на mont Авентин), като по този начин целят да покажат своите политически искания. Сенатът изпраща Агрипа да накара плебеите да се върнат отново в града. Той има успех и голяма част от исканията им се изпълняват чрез закона Lex Sacrata.
Агрипа Менений има син на име Тит Менений Агрипа Ланат, (консул 477 пр.н.е.).